# Antigua & Barbuda Basketball Association
Der Antiguanische Basketballverband ist der offizielle Basketballverband in Antigua und Barbuda. Er hat seinen Sitz in St. John’s.

## Geschichte und Aufgaben
Der Verband ist seit 1976 Mitglied der Fédération Internationale de Basketball (FIBA) und damit auch Mitglied der FIBA-Amerika. Präsident des Verbandes ist zur Zeit Michael Freeland. Seine Generalsekretärin ist Carlena Knight.
Der Verband ist für die die Organisation, Leitung und Entwicklung des Basketballsports auf Antigua & Barbuda verantwortlich.
Der Verband vertritt den Basketballsport gegenüber Behörden sowie nationalen und internationalen Sportorganisationen. Zusätzlich verteidigt der Verband auch die moralischen und materiellen Interessen des Antiguanischen Basketballs. Der Verband organisiert die Nationale Meisterschaft und ist für die Antiguanische Basketballnationalmannschaft und die Antiguanische Basketballnationalmannschaft der Damen verantwortlich.

## Fakten zum Verband
| Kriterium                 | Fakten                         |
| ------------------------- | ------------------------------ |
| Sitz                      | St. John‘s (Antigua & Barbuda) |
| Gründungsjahr             |                                |
| Jahr des FIBA-Beitritts   | 1976                           |
| Kontinentaler Verband     | FIBA-Amerika                   |
| Aktueller Präsident       | Michael Freeland               |
| Aktueller Generalsekretär | Carlena Knight                 |
| Höchste Liga              |                                |
| Sonstiges                 |                                |

## Liste der Präsidenten
| von | bis   | Name             | Beleg |
| --- | ----- | ---------------- | ----- |
|     |       | Chester Hughes   |       |
|     | heute | Michael Freeland | [ 4 ] |

## Liste der Generalsekretäre
| von | bis   | Name           |       |
| --- | ----- | -------------- | ----- |
|     |       | Joel A. Rayne  |       |
|     | heute | Carlena Knight | [ 4 ] |